# Два злобных глаза
«Два злобных глаза» (итал. Due occhi diabolici) — кинофильм. Фильм состоит из двух частей, каждая из которых экранизация рассказов Эдгар Аллана По — «Правда о том, что случилось с мистером Вальдемаром» и «Чёрный кот». Первая режиссировалась Джорджем Ромеро и в её основе лежит история о зомби, а вторая Дарио Ардженто, и выдержана в стилистике джалло.

## Сюжет

### «Правда о том, что случилось с мистером Вальдемаром»
Эрнест Вальдемар является очень тяжело больным миллионером, который буквально прикован к постели. Жена Вальдемара Джессика очень недовольна составленным Вальдемаром завещанием, однако Вальдемар не подписывает всё, что угодно его жене. Не равнодушно к содержанию завещания относится также лечащий доктор Вальдемара Роберт Гоффман, который является любовником жены Вальдемара и практикует гипноз. Между любовниками рождается план — загипнотизировать Вальдемара для того, чтобы он изменил завещание. Под гипнозом Вальдемар умирает, что совершенно не входит в планы его жены и любовника, так как во время пересылки денег со счетов зарубежных банков, а это 2 — 3 недели, Вальдемар должен оставаться живым, иначе завещание аннулируется. Изобретательный Гоффман решает скрыть на несколько дней тело, чтобы по прошествии необходимого времени сообщить о смерти Вальдемара, а чтобы тело не разлагалось, его поместили в морозильную камеру в подвале. Однако, как вскоре выясняется, душа Вальдемара не успокоилась, и для вдовы начинаются жуткие дни — из подвала постоянно доносится голос покойного, который просит его разбудить, иначе он станет проводником в этот мир существ из мира, где мечется его душа. Не внявший просьбам покойного и насмерть перепуганной Джессики, Гоффман продолжает действие гипноза, и скоро Вальдемар оживает. Первый, кто столкнулся с превратившимся в зомби трупом — вдова Джессика. Спасаясь, она стреляет несколько раз в Вальдемара, на звуки выстрелов прибегает Гоффман, и видит убитую Вальдемаром Джессику. Гоффман выводит Вальдемара из гипноза, после чего зомби снова становится полуразложившимся трупом. Однако Вальдемар успевает сообщить, что те, кто в другом мире уже проникли в этот мир и никому не будет спасения. Гоффман достает из тайника крупную сумму денег и бежит. Вечером у себя дома, чтобы забыться и уснуть он сам гипнотизирует себя и в таком состоянии его убивают существа из другого мира, вонзив тяжелые часы — метроном в его грудь, и теперь душа Гоффмана, как когда -то и Вальдемара не может найти успокоения. Полицейские, расследующие дело о Вальдемаре, через несколько дней расследования, выходят на Гофмана, и детектив прямиком направляется к Гоффману домой для обстоятельного разговора. У входа в квартиру он слышит сдавленный стон, дверь выламывают и детектив видит ужасающую картину — труп Гоффмана с торчащим из груди метроном надвигается на него, и говорит, что не может проснуться — детектив несколько раз стреляет в него, но каков был результат стрельбы неизвестно — на фоне окровавленных долларовых бумажек фильм заканчивается

### «Чёрный кот»
Родерик Ашер является фоторепортёром, снимающим результаты жестоких убийств. Его жена Аннабель — скрипачка, однажды на улице подбирает и приносит в дом чёрного кота. Однако животное вызывает у мужа Аннабель непонятную ненависть и злобу — он пользуется любым случаем чтобы пнуть или ударить кота. После неудач на работе Родерик решает использовать кота в качестве фотомодели для своих снимков. Эти снимки приносят определённую известность Родерику, однако «мёртвый» кот вскоре появляется живым и ведёт себя как ни в чём не бывало. Многочисленные раздоры по поводу кота достигают своего апогея и Родерик убивает свою жену, замуровав её в стену дома. Но чёрный кот продолжает преследовать Ашера и в итоге помогает полиции разоблачить убийцу.

## В ролях
- Бинго О'Мэйли — Эрнест Вальдемар
- Адрианн Барбо — Джессика
- Рэми Зад — Роберт Гоффман
- Харви Кейтель — Родерик Ашер
- Мадлен Поттер — Аннабель
- Ким Хантер — миссис Пим
- Э. Г. Маршалл — Стивен Пайк